# Sport Club Marsala 1981-1982
Questa pagina raccoglie le informazioni riguardanti lo Sport Club Marsala nelle competizioni ufficiali della stagione 1981-1982.

## Rosa
| N. |                   | Ruolo | Calciatore            |
| -- | ----------------- | ----- | --------------------- |
| 21 | Italia (bandiera) | C     | Guido Domingo         |
|    | Italia (bandiera) | P     | Enzo Bravi            |
|    | Italia (bandiera) | P     | Andrea Buso           |
|    | Italia (bandiera) | C     | Francesco Cariola     |
|    | Italia (bandiera) | D     | Vincenzo De Francisci |
|    | Italia (bandiera) | C     | Sandro Dell'Omodarme  |
|    | Italia (bandiera) | P     | Angelo Di Giulio      |
|    | Italia (bandiera) | A     | Salvatore Esposito    |
|    | Italia (bandiera) | C     | Sergio Ferretti       |
|    | Italia (bandiera) | A     | Vincenzo Fiorillo     |

| N. |                   | Ruolo | Calciatore            |
| -- | ----------------- | ----- | --------------------- |
|    | Italia (bandiera) | C     | Giovanni Impellizzeri |
|    | Italia (bandiera) | C     | Marcello Manca        |
|    | Italia (bandiera) | C     | Pasquale Marino       |
|    | Italia (bandiera) | C     | Dino Raffaele Moncini |
|    | Italia (bandiera) | C     | Loris Rassati         |
|    | Italia (bandiera) | D     | Antonio Schio         |
|    | Italia (bandiera) | D     | Pietro Segesta        |
|    | Italia (bandiera) | D     | Marco Serafini        |
|    | Italia (bandiera) | C     | Giuseppe Trotta       |
|    | Italia (bandiera) | A     | Gaspare Umile         |

## Risultati

### Campionato

#### Girone di andata
| 20 settembre 1981 1ª giornata | Brindisi | 1 – 3 | Marsala |  |

| 27 settembre 1981 2ª giornata | Marsala | 1 – 1 | Potenza |  |

| 4 ottobre 1981 3ª giornata | Cosenza | 2 – 1 | Marsala |  |

| 11 ottobre 1981 4ª giornata | Marsala | 0 – 0 | Alcamo |  |

| 18 ottobre 1981 5ª giornata | Turris | 4 – 2 | Marsala |  |

| 25 ottobre 1981 6ª giornata | Marsala | 4 – 1 | Matera |  |

| 1º novembre 1981 7ª giornata | Barletta | 2 – 1 | Marsala |  |

| 8 novembre 1981 8ª giornata | Marsala | 1 – 0 | Martina |  |

| 15 novembre 1981 9ª giornata | Messina | 0 – 0 | Marsala |  |

| 22 novembre 1981 10ª giornata | Modica | 0 – 0 | Marsala |  |

| 29 novembre 1981 11ª giornata | Marsala | 2 – 2 | Siracusa |  |

| 6 dicembre 1981 12ª giornata | Marsala | 1 – 2 | Akragas |  |

| 13 dicembre 1981 13ª giornata | Ercolanese | 1 – 1 | Marsala |  |

| 20 dicembre 1981 14ª giornata | Marsala | 1 – 1 | Squinzano |  |

| 3 gennaio 1982 15ª giornata | Sorrento | 0 – 0 | Marsala |  |

| 10 gennaio 1982 16ª giornata | Marsala | 2 – 2 | Monopoli |  |

| 17 gennaio 1982 17ª giornata | Savoia | 0 – 0 | Marsala |  |

#### Girone di ritorno
| 24 gennaio 1982 18ª giornata | Marsala | 0 – 0 | Brindisi |  |

| 31 gennaio 1982 19ª giornata | Potenza | 1 – 1 | Marsala |  |

| 7 febbraio 1982 20ª giornata | Marsala | 0 – 0 | Cosenza |  |

| 14 febbraio 1982 21ª giornata | Alcamo | 1 – 0 | Marsala |  |

| 21 febbraio 1982 22ª giornata | Marsala | 1 – 0 | Turris |  |

| 28 febbraio 1982 23ª giornata | Matera | 1 – 0 | Marsala |  |

| 7 marzo 1982 24ª giornata | Marsala | 0 – 0 | Barletta |  |

| 21 marzo 1982 25ª giornata | Martina | 0 – 0 | Marsala |  |

| 28 marzo 1982 26ª giornata | Marsala | 1 – 1 | Messina |  |

| 4 aprile 1982 27ª giornata | Marsala | 3 – 0 | Modica |  |

| 18 aprile 1982 28ª giornata | Siracusa | 2 – 2 | Marsala |  |

| 25 aprile 1982 29ª giornata | Akragas | 0 – 0 | Marsala |  |

| 2 maggio 1982 30ª giornata | Marsala | 2 – 0 | Ercolanese |  |

| 9 maggio 1982 31ª giornata | Squinzano | 4 – 1 | Marsala |  |

| 16 maggio 1982 32ª giornata | Marsala | 2 – 0 | Sorrento |  |

| 23 maggio 1982 33ª giornata | Monopoli | 2 – 1 | Marsala |  |

| 30 maggio 1982 34ª giornata | Marsala | 3 – 1 | Savoia |  |